# Helen Behan
Helen Behan, född 15 mars 1979, är en irländsk skådespelare.
Behan har bland annat medverkat i TV-serierna Malpractice och The Box. Hon har även medverkat i filmen Barber.

## Filmografi (i urval)
- 2021 – The Box (TV-serie)
- 2023 – Barber
- 2023 – Malpractice (TV-serie)